# Королевство Далмация
Короле́вство Далма́ция (нем. Königreich Dalmatien, хорв. Kraljevina Dalmacija, итал. Regno di Dalmazia)— вассальное королевство (кронланд) Австро-Венгрии, существовавшие с 1815 по 1918 год. Столицей королевства был город Задар.

## История
Королевство Далмация было сформировано из части Иллирийских провинций Французской империи, территории которых были возвращены Габсбургам по условиям Венского конгресса в 1815 году. Королевство оставалось отдельной административной единицей Австро-Венгрии до 1918 года, после чего многие территории Далмации (за исключением Задара и Ластово) стали частью Королевства сербов, хорватов и словенцев (позже Королевства Югославия).
В период политических волнений в 1861-ом году, между различными политическими силами королевства: народниками и автономистами особенно выделился Михо Клаич, далманский политик и преподаватель, ставший лидером первых и активно способствовавший объединению Далмации с королевством Хорватия и Славония как способом продвижения южнославянских идей.

## Демография
В самом начале австро-венгерского периода культурную жизнь Далмации, особенно в сфере городского хозяйства, определяли представители местной итальянской общины, которая сформировалась ещё в бытность региона частью Венецианского государства в средние века. Итальянизации, по-видимому подверглись и остатки автохтонного романского населения — носители так называемого далматинского языка (по свидетельству Антонио Удины, а также письменным памятникам диалектов далматинского языка, которые показывают сильное венецианское влияние). Несмотря на влияние Венеции, члены итальянской общины Далмации находились в состоянии долговременного упадка на протяжении всего XIX века. Сокращение их численности объясняется процессами постепенной хорватизации, вызванной продолжающимся притоком хорватов-селян в города, постепенной эмиграцией, а также более низким естественным приростом городских жителей.
В 1900 году перепись населения Австро-Венгрии выделила следующие этнические группы на территории королевства :
- хорваты — 475 000
- сербы — 95 000
- итальянцы — 15 300

Крупнейшими городами являлись (на 1900 год):
- Цара/Задар (32 506)
- Спалато/Сплит (27 198)
- Себеницо/Шибеник (24 751)
- Рагуза/Дубровник (13 174)

## Религия
Римско-католический архиепископ находился в Заре, в то время как диоцез Котора, диоцез Хвара, диоцез Дубровника, диоцез Шибеника и архиепархия Сплита были епархиями. Во главе православной церкви находился епископ Зары.
Использование глаголического алфавита в славяно-католических обрядах было очень древней привилегией Католической церкви в Далмации и Хорватии. В первых десятилетиях XX века данный обряд вызвал много противоречий. Появилась большая опасность того, что латинские обряды будут полностью вытеснены глаголическими, особенно на северных островах и в сельских общинах, где славянские традиции были очень сильны. В 1904 году глаголический обряд был запрещён Ватиканом. Несколькими годами ранее архиепископ Зары осудил действия Рима по вытеснению глаголицы.

## Государственное устройство
Представительный орган Далмации — Далматинский Сабор (хор. Dalmatinski sabor, нем. Dalmatinischer Landtag, ит. Dieta della Dalmazia) и исполнительный орган — земельный комитет (хор. Zemaljski odbor, нем. Landesausschuss, ит. Giunta provinciale), во главе с земельным губернатором (нем. Landeshauptmann, хорв. Zemaljski poglavar), центральная власть была представлена наместником (хорв. Namjesnici, нем. Statthalter), высший судебный орган — Высший Земельный Суд, суды апелляционной инстанции — земельные суды, низшее звено судебной системы — окружные суды.

## Правители
- Франьо Томашич (хорв. Franjo Tomašić) (1813—1831)
- Венцеслав Лилинберг Ватер (нем. Wenzeslau Lilienberg Water) (1831—1841)
- Иван Август Туршки (пол. Ivan August Turszky) (1841—1847)
- Матия Рукавина (хорв. Matija Rukavina) (1847)
- Йосип Елачич (1848—1859)
- Лазарь Мамула (хорв. Lazar Mamula) (1859—1865)
- Франьо Филипович (хорв. Franjo Filipović) (1865—1868)
- Иван Вагнер (хорв. Ivan Wagner) (1868—1869)
- Готфрид Ауэрсперг (нем. Gottfried Auersperg) (1869)
- Юлиус Флук фон Лейденкрон (нем. Julius Fluk von Leidenkron) (1869—1870)
- Гаврило Родич (хорв. Gavrilo Rodić) (1870—1881)
- Степан Йованович (хорв. Stjepan Jovanović) (1882—1885)
- Лудовик Цомаро (хорв. Ludovik Comaro) (1885—1886)
- Драгутин Блажекович (хорв. Dragutin Blažeković) (1886—1890)
- Эмиль Давид (хорв. Emil David) (1890—1902)
- Эразмус Гендель (нем. Erasmus Handel) (1902—1905)
- Никола Нарделли (хорв. Nikola Nardelli) (1905—1911)
- Марио Аттемс (хорв. Mario Attems) (1911—1918)